# Port lotniczy Kiszn
Port lotniczy Kiszn – krajowy port lotniczy położony w mieście Kiszn, w Jemenie.